# Grünkopfkolibri
Der Grünkopfkolibri (Oreotrochilus stolzmanni) auch Grünkopf-Andenkolibri ist eine Vogelart aus der Familie der Kolibris (Trochilidae). Das Verbreitungsgebiet umfasst Teile der südamerikanischen Länder Peru und Ecuador. Der Bestand wird von der IUCN als „nicht gefährdet“ (least concern) eingeschätzt.

## Merkmale
Der Grünkopfkolibri erreicht eine Körperlänge von etwa 13 bis 14,5 cm bei einem Gewicht von ca. 7,9 bis 8,4 g. Das Männchen hat einen leicht gebogenen schwarzen Schnabel. Die Oberseite ist grün mit einem bronzefarbenen Schimmer. Die Kehle ist smaragdgrün. Eine schwarze Linie trennt die Kehle vom weißen Unterteil. Eine feine schwarze Linie läuft durch den zentralen Bauchteil. Das Weibchen ähnelt dem Männchen, doch ist die Unterseite blass weiß und an der Kehle finden sich gräuliche Flecken. Der Schwanz ist grünlich-schwarz, die äußeren Steuerfedern zeigen eine weiße Färbung. Die Innenfahnen sind an Basis und Spitze ebenfalls weiß. Jungvögel ähneln im Aussehen den Weibchen.

## Verhalten und Ernährung
Den Nektar und seine Pollen bezieht der Grünkopfkolibri von blühenden Korbblütlern der Gattung Chuquiraga, Blumennesselgewächsen der Gattung Caiophora, von Puya und von Kakteen. Normalerweise klammert er sich während der Nahrungsaufnahme an die Pflanze. Insekten jagt er im Flug. Männchen und etwas weniger intensiv auch die Weibchen verteidigen ihr Territorium gegen Eindringlinge.

## Lautäußerungen
Der Gesang des Grünkopfkolibris ist wenig erforscht. Er enthält aber kurze tsip-Töne. Außerdem gibt er, wenn er jagt oder balzt, ein schnelles melodiöses sperlingsähnliches Gezwitscher von sich.

## Fortpflanzung
Die Brutzeit ist von Februar bis Juni, gelegentlich bis in den August. Der Grünkopfkolibri baut ein voluminöses kelchartiges Nest aus Moos und weichen Pflanzenfasern in Steinhöhlen nahe von Überhängen, an Dächern von Häusern oder sogar in Scheunen. Ein Gelege besteht aus zwei weißen Eiern und wird 19 bis 21 Tage vom Weibchen bebrütet. Die dunklen Küken haben zwei dunkle Steifen am Körperende. Mit etwa 36 bis 40 Tagen werden die Nestlinge flügge. Die allererste Brut findet im zweiten Lebensjahr des Grünkopfkolibris statt.

## Verbreitung und Lebensraum
Der Grünkopfkolibri bevorzugt alpines Grasland des Altiplano mit verstreuten Puya- and Polylepis-Wäldern in Höhenlagen zwischen 3600 und 4200 Metern. Das Futter holt er sich in den Straten unter 3 Metern über dem Boden. Normalerweise rastet er relativ frei sichtbar auf Puyazweigen oder Steinen, gelegentlich auf dem Boden in offenem Gelände. Bei Nacht suchen Grünkopfkolibris Schutz in Felslöchern oder Höhlen, wo einige Vögel nah beieinander hocken und sich an den felsigen Wänden festhalten. Die Art kommt im Norden und zentralen Gebiet Perus in der Region Cajamarca und Region Huánuco sowie im extremen Süden Ecuadors im Südosten der Provinz Loja vor.

## Migration
Vermutlich ist der Grünkopfkolibri ein Standvogel, der saisonal in den Höhenlagen wandert.

## Unterarten
Gelegentlich wird die Art als Unterart des Estellakolibris betrachtet.

## Etymologie und Forschungsgeschichte
Osbert Salvin beschrieb den Grünkopfkolibri unter dem Namen Oreotrochilus stolzmanni. Das Typusexemplar wurde von Jan Sztolcman zwischen Cota und San Gregorio gesammelt. 1847 führte John Gould die Gattung Oreotrochilus u. a. für den Estellakolibri ein. Der Name leitet sich aus den griechischen Wörtern ὄρος, ὄρεος óros, óreos für „Berg“ und τροχίλος trochílos für „Kiebitz, Zaunkönig, (neugriechisch: Kolibri)“ ab. Der Begriff Trochilus, den Carl von Linné 1758 für eine neue Gattung verwendete, ist historisch etwas problematisch. Dieser Begriff wurde bereits von Aristoteles für einen Vogel, der den Mund eines Krokodils aufsucht, ohne von diesem verletzt oder gar gefressen zu werden verwendet. Étienne Geoffroy Saint-Hilaire vermutete, dass Aristoteles damit den Krokodilwächter (Pluvianus aegyptius) beschrieb. Trotzdem hat sich unter den Wissenschaftlern eingebürgert, diesen Begriff im Zusammenhang mit Kolibris zu verwenden. Das Artepitheton stolzmanni ist dem Sammler des Grünkopfkolibris gewidmet. Bei der von Władysław Taczanowski beschrieben Art Oreotrochilus leucopleurus handelt es sich laut Salvin nicht um den Weißflankenkolibri (Oreotrochilus leucopleurus Gould, 1847), sondern um den Grünkopfkolibri.